# Konjanici (1959.)
Konjanici (The Horse Soldiers) je američki western film iz 1959. godine. Redatelj mu je bio John Ford a film je zapamćen po glavnim ulogama Johna Waynea i Williama Holdena. Radnja filma je smještena tijekom američkog građanskog rata.

## Sadržaj
Proljeće je 1863. godine, Američki građanski rat je u tijeku. Unionistički generali Grant i Sheridan zapovijede pukovniku Marloweu (J. Wayne) i u Kendallu (W. Holden) da poduzme važnu akciju - da uz pomoć tri postrojbe iz svoje baze u sjevernom Mississippiju prodre duboko u neprijateljsko područje i uništi željezničku prugu između stanice Newton i Vicksburga čime bi se presjekao najvažniji put preko kojega se opskrbljuje konfederalna vojska. U tijeku zadatka, Marlowova postrojba se zastane odmoriti na posjedu lijepe Južnjakinje Hannah (C. Towers), koja sazna njihove planove. Znajući da je odana njihovim neprijateljima, Marlowe ju odluči zatočiti tijekom cijeloga puta, da potajno ne obavijesti Konfederalce o njihovim planovima. Kendall, unionistički bojnik i vojni liječnik, i sirovi, cijelim događajem opterećeni Marlowe imaju različite poglede na neke stvari i dolazit će do sukoba između njih...

## Uloge
- John Wayne - unionistički pukovnik John Marlowe
- William Holden - unionistički bojnik Henry "Hank" Kendall, vojnik liječnik
- Constance Towers - Hannah Hunter
- Althea Gibson - Lukey, Hannina crna sluškinja
- Judson Pratt - stožerni narednik Kirby
- Ken Curtis - kaplar Wilkie
- Willis Bouchey - pukovnik Phil Secord
- Bing Russell - Dunker, sjevernjački vojnik
- O.Z. Whitehead - Otis 'Hoppy' Hopkins, liječnikov pomoćnik
- Hank Worden - đakon Clump
- Chuck Hayward - sjevernjački satnik
- Denver Pyle - Jackie Jo, južnjački dezerter
- Strother Martin - Virgil, južnjački dezerter
- Basil Ruysdael - Velečasni, načelnik vojne akademije Jefferson
- Carleton Young - konfederacijski pukovnik Jonathan Miles
- Stan Jones - unionistički general Ulysses S. Grant
- Richard H. Cutting - unionistički general Philip Henry Sheridan

## Zanimljivosti
- "Konjanici" su adaptacija istoimenoga romana Harolda Sinclaira, o stvarnoj ratnoj akciji sjevernjačkoga pukovnika Griersona koji je s oko dvije tisuće vojnika napravio uspješnu, iako krvavu akciju presijecanja jednoga od željezničkih puteva neprijateljske vojske. Naime, to je poremetilo planove južnjačkog generala Johna C. Pembertona. Sniman u cijelosti u Louisianni ovo je uzorno režiran vestern, prepun akcije, dojmljivih prizora ratnog pohoda, i, u redateljevom stilu, izvrsnih odnosa među likovima. U glavnim ulogama nastupaju slavni američki glumci John Wayne i William Holden.

- Godina radnje filma je 1863., te sjevernjački vojnici u filmu spominju zloglasni južnjački zarobljenički logor Andersonville, bojeći se da ne završe u njemu u slučaju zarobljavanja. No Andersonville je otvoren tek u veljači 1864. godine.